# SN 2012bh
SN 2012bh – supernowa typu Ia, odkryta 11 marca 2012 roku w galaktyce UGC 7228. W momencie odkrycia, miała maksymalną jasność 22,8m.